# دانشگاه علوم کاربردی نوویا
دانشگاه علوم کاربردی نوویا (انگلیسی: Novia University of Applied Sciences)،  سوئدی: Yrkeshögskolan Novia) یک مؤسسه آموزش عالی حرفه‌ای (دانشگاه فنی‌حرفه‌ای) در فنلاند است. این دانشگاه برنامه‌های کارشناسی و کارشناسی ارشد را به زبان انگلیسی و سوئدی در واسا، تورکو، راسه‌پوری و یاکوبستاد ارائه می‌دهد.
این دانشگاه در ۱ آگوست ۲۰۰۸ با ادغام پلی‌تکنیک سیدوست (Sydväst Polytechnic) و پلی‌تکنیک سوئدی تشکیل شد.

## برنامه‌های انگلیسی
از سال ۲۰۲۲، این برنامه‌ها به زبان انگلیسی ارائه می‌شوند.
بهداشت و رفاه
- لیسانس مراقبت‌های بهداشتی، پرستاری، واسا
- لیسانس زیبایی و آرایشی، مراقبت‌های زیبایی، واسا

فناوری و دریانوردی (کارشناسی)
- لیسانس مدیریت دریایی، مدیریت دریایی، کاپیتان، تورکو
- لیسانس مهندسی، فناوری دریایی، تورکو
- لیسانس مهندسی، فناوری انرژی، واسا

فرهنگ
- لیسانس فرهنگ و هنر، هنرهای زیبا، یاکوبستاد

اقتصاد زیستی
- لیسانس منابع طبیعی، مدیریت ساحلی پایدار، راسبورگ

کسب و کار
- کارشناسی ارشد مدیریت بازرگانی، کسب و کار و مدیریت دیجیتال، واسا
- کارشناسی ارشد مدیریت بازرگانی، طراحی خدمات، تورکو

بهداشت و رفاه
- کارشناسی ارشد مراقبت‌های بهداشتی/کارشناسی ارشد خدمات اجتماعی، مراقبت‌های بهداشتی و خدمات اجتماعی، مطالعات آنلاین

فناوری و دریانوردی (کارشناسی ارشد)
- کارشناسی ارشد مهندسی، فناوری اتوماسیون، سیستم‌های هوشمند، واسا
- کارشناسی ارشد مهندسی، مدیریت و مهندسی صنایع، واسا
- کارشناسی ارشد مهندسی، مهندسی سازه، راسبورگ
- کارشناسی ارشد مهندسی/کارشناسی ارشد مدیریت دریایی، مدیریت دریایی، تورکو
- کارشناسی ارشد مهندسی، عملیات دریایی خودگردان، تورکو

اقتصاد زیستی
- کارشناسی ارشد منابع طبیعی، مدیریت منابع طبیعی، مطالعات آنلاین

## برنامه‌های کارشناسی سوئدی
- فناوری و دریانوردی
- بهداشت و رفاه
- تجارت
- منابع طبیعی
- هنر و علوم انسانی